# Вилла Фарнезина
О других имениях рода Фарнезе см. вилла Фарнезе и палаццо Фарнезе.
Вилла Фарнезина (итал. Villa Farnesina) — памятник архитектуры и искусства монументальной росписи эпохи Высокого Возрождения. Вилла расположена в Риме, в районе Трастевере поблизости от правого берега Тибра.

## История
Вилла построена в 1506—1510 годах для сиенского банкира Агостино Киджи по проекту архитектора и живописца Бальдассаре Перуцци, ученика Донато Браманте и Рафаэля, возможно, при участии Джулиано да Сангалло. Строительство началось 22 апреля 1506 года, возможно, по причине благоприятного расположения планет (банкир Киджи относился к этому весьма серьёзно), а также потому, что эта дата приходилась на день основания города Рима.
На вилле проживали два сына и две дочери Агостино Киджи, а также художники, работавшие над её оформлением. На вилле Фарнезина проводили роскошные приёмы и праздники. Последнее из торжеств состоялось по случаю свадьбы Агостино Киджи и Франчески Ордеаски в присутствии папы Льва X 28 августа 1519 года в «Зале перспектив» (Sala delle Prospettive).
В 1513—1516 годах Рафаэль создал усыпальницу членов семьи Киджи в церкви Санта-Мария-дель-Пополо. Художник скончался в возрасте 37 лет в 1520 году, а несколько дней спустя умер его покровитель Агостино Киджи. В 1577 году виллу приобрёл кардинал Алессандро Фарнезе, и постройка получила новое уменьшительное название в отличие от Палаццо Фарнезе, расположенного на другой стороне Тибра. Микеланджело предложил новым хозяевам соединить Палаццо Фарнезе, где он в то время работал, с виллой Фарнезина мостом через Тибр. Строительные работы были начаты (остатки нескольких арок ещё видны у западного фасада Палаццо Фарнезе), но так и не были завершены.
С 1603 года на вилле Фарнезина размещалась «Академия рысьеглазых» (итал. Accademia dei Lincei) — Академия литераторов и философов. Академия просуществовала до 1651 года. И в наши дни над воротами в сад виллы можно видеть надпись: Accademia dei Lincei.
До 1626 года виллу использовала римская ветвь семьи Фарнезе, затем она была унаследована правящим герцогским домом Фарнезе в Парме и Пьяченце. Новые хозяева сдавали виллу в аренду выдающимся гостям, таким как кардинал Ришельё, в 1633 году, кардинал Фридрих фон Гессен-Дармштадт в 1652 году, отрёкшейся от престола и принявшей католичество Кристине Шведской в 1655—1656 годах и с 1661 года послу Франции.
Позднее, с 1731 года, вилла принадлежала неаполитанским Бурбонам, а в 1864 году — испанскому послу в Неаполе Сальвадору Бермудесу де Кастро, герцогу Рипальта, который предпринял значительные перестройки. В 1927 году Королевство Италии приобрело виллу, ставшую штаб-квартирой Академии Италии, а в 1944 году передало права собственности Accademia dei Lincei.
В 1871 году Академию воссоздали в соседнем здании, на противоположной стороне улицы Виа делла Лунгара — Палаццо Корсини. Ныне Вилла Фарнезина действует как музей. В ней также с 1950 по 2007 год располагался Национальный кабинет рисунков и эстампов (итал. Gabinetto Nazionale dei Disegni e delle Stampe) с собранием рисунков и гравюр художников XV—XIX веков, а также Институт графики, основанный в 1975 году.
Полная реставрация здания закончилась в 2013 году. Собрание картин, ранее принадлежавшее семьи Киджи, было рассредоточено наследниками и теперь находится в разных музеях. В частности, из собрания Киджи происходит знаменитая картина П. П. Рубенса «Союз земли и воды» (1618). Приобретена в 1799 году для собрания Императорского Эрмитажa в Санкт-Петербурге.

## Архитектура и росписи
Небольшое двухэтажное здание имеет П-образный план с двумя выдающимися боковыми корпусами северного фасада и заглубленной центральной частью с лоджией (ныне застеклённой) и фонтаном. Южный фасад, через который в наше время осуществляется вход в здание, оформлен скромно: горизонтальные членения, вертикальные пилястры дорического ордера, сандрики над окнами и фриз с лепными путти и фруктовыми гирляндами. Карнизы вырезаны из камня пеперино, а путти и гирлянды сделаны из терракоты. Это была первая в Риме постройка облегчённого, «павильонного» типа «сельской виллы» (итал. villa suburbana), открытая в сторону сада и реки, без внутренних двориков и комнат для аудиенций. Вилла имеет 40 комнат на 2 этажах. На кровле восточного бокового крыла надстроен бельведер с лоджией и видом на реку Тибр (надстройка уменьшена в 1861—1863 годах).
Примечательно пропорционирование планов, фасадов, отдельных комнат и всех элементов здания, включая боковые крылья, аркады лоджии и размеры окон, на основе модулей в один и два квадрата (1: 2 или 2: 1). Это приём типичный для Высокого Возрождения и канонизированный позднее в архитектуре классицизма. Однако количество осей симметрии по всем фасадам нечётное: пять, семь, девять.
В соответствии со вкусами того времени дворец со всех сторон был окружен садом, с южной стороны: «секретным» (итал.  Giardino segreto) с виноградниками и фруктовыми деревьями. К северу от виллы на берегу Тибра находились беседка и грот. Латинская надпись в саду, вероятно, XVII века (её происхождение и значение не установлены гласит: "Кто бы вы ни были и попали сюда, то, что вам покажется неприятным, мне приятно. Если (вам) это нравится, вы можете остаться; если нет, можете идти — и то, и другое устраивает (меня) (Quisquis huc accedis: quod tibi horridum videtur mihi amoenum est; si placet, maneas, si taedet abeas, utrumque gratum).
Агостино Киджи заказал фресковое оформление виллы своему любимцу Рафаэлю с помощниками: Джулио Романо, Себастьяно дель Пьомбо, Франческо Пенни и Содома. Программа росписей была навеяна «стансами» Анджело Полициано, одной из ключевых фигур кружка Лоренцо Медичи во Флоренции.
В большом помещении для приёмов на первом этаже, позднее получившем название «Зал перспектив», Бальдассаре Перуцци создал росписи-обманки, или тромплёи (фр. trompe-l'œil — обман зрения) с изображением видов города Рима через нарисованные на стене колонны (1508—1511). В «Лоджии Психеи» первого этажа изображены сцены из мифов о Купидоне и Психее. Рафаэль с учениками создал композицию знаменитой фрески «Триумф Галатеи» (1511) по сюжету «Метаморфоз» Овидия, а также декоративные мотивы гротеска. На плафоне картинной галереи Рафаэль с учениками написали фреску на сюжет «Свадьба Купидона и Психеи» (1520). Обнажённая нимфа на колеснице в форме раковины среди резвящихся слуг напоминает картину «Рождение Венеры» Сандро Боттичелли. На своде также изображён гороскоп, который отображает положение планет вокруг пояса зодиака на дату рождения покровителя, 29 ноября 1466 года и даже точное время его рождения, 21:30.
В спальной комнате на втором этаже — роспись Содомы «Свадьба Александра и Роксаны» (1509). Рафаэль собственноручно написал в этой композиции несколько голов главных персонажей. В 1519 году в этой комнате проходила свадьба банкира А. Киджи.
- Вилла Фарнезина. Северный фасад
- Южный фасад виллы
- Б. Перуцци. «Зал перспектив». 1508—1511
- Рафаэль с учениками. Роспись плафона Лоджии Психеи. 1518—1520
- Джованни да Удине. Венера, Церера и Юнона. 1517
- Себастьяно дель Пьомбо и Содома по рисунку Рафаэля. Триумф Галатеи. 1511. «Лоджия Галатеи»
- Содома. Семья Дария перед Александром Великим. Деталь композиции «Свадьба Александра и Роксаны». 1509